# Công thức 1 (phim)
Công thức 1 (tựa gốc: F1), được tiếp thị là F1 the Movie, là một bộ phim điện ảnh hành động chính kịch thể thao của Hoa Kỳ ra mắt năm 2025 do Joseph Kosinski đạo diễn từ kịch bản của Ehren Kruger và một câu chuyện do hai người viết và do Jerry Bruckheimer sản xuất. Phim có sự tham gia của Brad Pitt trong vai một tay đua xe trở lại Công thức 1 sau 30 năm vắng bóng để cứu đội yếu thế của đồng đội cũ, APXGP, khỏi sự sụp đổ, cùng những diễn viên trong các vai diễn khác như Damson Idris, Kerry Condon, Tobias Menzies và Javier Bardem. Cả ba trước đây đã từng làm việc cùng nhau trong Phi công siêu đẳng Maverick (2022).
FIA, cơ quan quản lý Công thức 1, đã hợp tác sản xuất và các cảnh đua xe được chuyển thể từ cảnh quay thực tiễn từ những Giải đua xe Công thức 1 2023 và 2024 với các đội đua và tay đua Công thức 1 ngoài đời thực xuất hiện trong suốt bộ phim, bao gồm Lewis Hamilton, kiêm sản xuất của bộ phim.
Công thức 1 được công chiếu lần đầu tại Radio City Music Hall ở Thành phố New York vào ngày 16 tháng 6 năm 2025 và được Warner Bros. Pictures phát hành tại Hoa Kỳ vào ngày 27 tháng 6. Bộ phim nhận được đánh giá tích cực từ các nhà phê bình và đã thu về 301 triệu đô la Mỹ trên toàn thế giới so với kinh phí 200–300 triệu đô la Mỹ.